# Sergio Gómez
Sergio Gómez Martín (født 4. september 2000) er en spansk professionel fodboldspiller, som spiller for LaLiga-klubben Real Sociedad.

## Klubkarriere

### Barcelona
Gómez kom igennem ungdomsakademiet hos FC Barcelona. Han debuterede for reserveholdet i januar 2018.

### Borussia Dortmund
Gómez skiftede i januar 2018 til Borussia Dortmund. Han spillede her hovedsageligt med reserveholdet.

#### Leje til Huesca
Gómez blev i august 2019 udlejet til SD Huesca for 2019-20 sæsonen. Efter at have imponeret, da Huesca rykkede op i La Liga, blev lejeaftalen forlænget til at inkludere 2020-21 sæsonen.

### Anderlecht
Gómez skiftede i juni 2021 til Anderlecht på en fast aftale. Han imponerede i sin debutsæson, hvor han blev kåret som årets spiller i klubben.

### Manchester City
Gómez skiftede i august 2022 til Manchester City.

## Landsholdskarriere
Gómez har repræsenteret Spanien på flere ungdomsniveauer. Han var del af Spaniens trupper som vandt U/17-Europamesterskabet i 2017 og U/19-Europamesterskabet i 2019.

## Titler
Huesca
- Segunda División: 1 (2019-20)

Spanien U/17
- U/17 Europamesterskabet: 1 (2017)

Spanien U/19
- U/19 Europamesterskabet: 1 (2019)

Individuelle
- Anderlecht Sæsonens spiller: 1 (2021-22)